# MyFerryLink

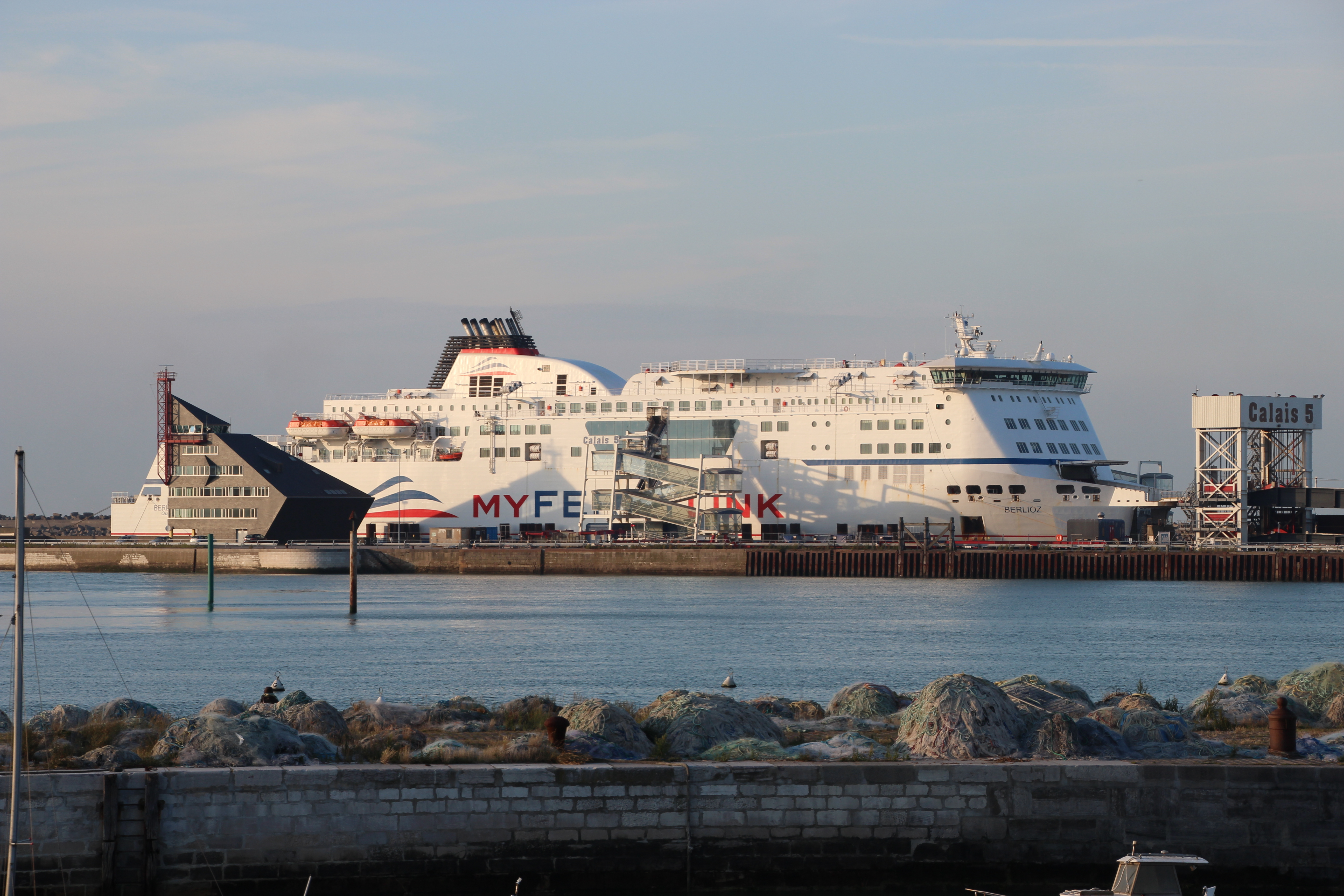
Ferry dans le port de Calais

MyFerryLink est une ancienne entreprise de transport maritime ayant exploité une partie des liaisons à travers la Manche par ferries sur la ligne Calais - Douvres entre 2012 et 2015. Ses lignes étaient assurées par la SCOP SeaFrance.

## Présentation
Eurotunnel est propriétaire des trois navires, Berlioz, Nord-Pas-de-Calais et Rodin qu'elle loue à SeaFrance, une SCOP constituée majoritairement par les anciens salariés de SeaFrance, qui en est l'armateur et les met en exploitation sous la marque MyFerryLink.

## Historique
À partir de 1996, la compagnie SeaFrance assure des liaisons maritimes par ferries à travers la Manche entre Calais et Douvres. Un déficit important ainsi que des dysfonctionnements internes amènent le tribunal de commerce de Paris a prononcer la liquidation judiciaire définitive le 9 janvier 2012. Les actifs de la compagnie sont attribués à l'exploitant du tunnel sous la Manche Eurotunnel. Trois navires sont loués à la SCOP des anciens salariés de SeaFrance. La première traversée entre Calais et Douvres est effectuée le 20 août 2012 par le Berlioz. Le nom retenu, MyFerryLink, ne manque pas de créer la polémique, car jugé non représentatif de l'image française, et préféré à des appellations considérées plus attractives, comme Ferry France ou Calais Ferry. La compagnie maritime redémarre avec 395 marins et sédentaires. L'objectif est d'atteindre pour 2013 l'emploi de 520 salariés en France et 70 à 75 en Angleterre .
Le 6 juin 2013, la Commission britannique de la concurrence somme l'actionnaire Eurotunnel (qui n'en est pas l'armateur) de stopper cette activité, la compagnie fait appel de cette décision.
Le 20 mai 2014, cette même Commission britannique de la concurrence (où siège selon l'AFP un ancien commissaire aux comptes de la compagnie concurrente DFDS Seaways) interdit à l'entreprise de desservir Douvres.
À cette occasion, la presse enquête sur le montage juridique de la société et met au jour divers liens tendant à nuancer l'emballement autour de la reprise en Société coopérative et participative.
Le 10 avril 2015, la société SeaFrance est placée en procédure de sauvegarde et deux administrateurs judiciaires sont nommés, cependant que Philippe Caniot remplace les deux directeurs de la société, révoqués.
Le 7 juin 2015, le PDG d'Eurotunnel, lassé des attaques de l'autorité britannique de la concurrence, décide de louer le Rodin et le Berlioz à la compagnie danoise DFDS,.
Malgré le rejet à la cour d'appel de la demande de l'autorité britannique de la concurrence d'interdire MyFerryLink d'accoster à Douvres, cette dernière fait encore appel auprès de la Cour suprême.
À ce stade, le sort des employés est alors incertain. Le site internet de la compagnie annonce finalement l'arrêt de l'exploitation de ses navires au 2 juillet 2015, tandis que la liquidation judiciaire est prononcée par le tribunal de Boulogne-sur-Mer le 31 juillet suivant.

## Flotte
- Le Nord Pas-de-Calais (1987)
- Le Rodin (2001)
- Le Berlioz (2005)

## Liaisons assurées
Les trois navires assuraient chacun quatre rotations journalières entre Calais et Douvres, ces bâtiments pouvant transporter de 1 900 à 2 500 passagers et de 100 à 120 camions.